# Naxidia glaphyra
Naxidia glaphyra là một loài bướm đêm trong họ Geometridae.